# Astragalus salatavicus
Astragalus salatavicus är en ärtväxtart som beskrevs av Aleksandr Andrejevitj Bunge. Astragalus salatavicus ingår i släktet vedlar, och familjen ärtväxter. Inga underarter finns listade i Catalogue of Life.